# Jabłówko (Poméranie)
Pour l’article homonyme, voir Jabłówko (Couïavie-Poméranie).
Jabłówko est une localité polonaise de la gmina rurale de Bobowo située dans le powiat de Starogard en voïvodie de Poméranie. Elle se trouve à environ 10 kilomètres au sud de Starogard Gdański et 54 km au sud de la capitale régionale Gdańsk.

## Géographie

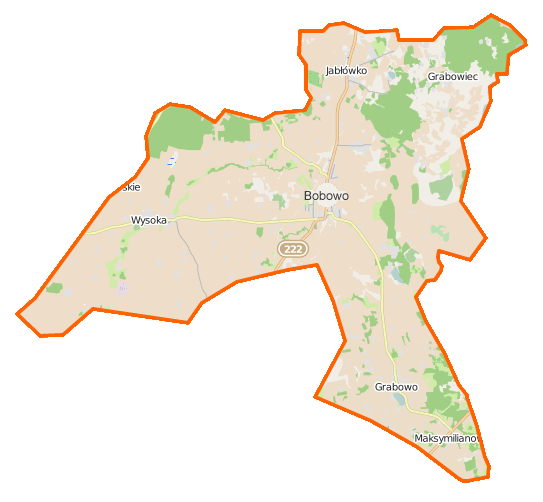
Carte de la gmina de Bobowo.